# کوجالی
کوجالی (به ترکی استانبولی: Kocaali) شهری است در کشور ترکیه که در استان سقاریه واقع شده‌است. جمعیت این شهر بر اساس سرشماری سال ۲۰۰۸ میلادی ۱۲٬۹۲۱ نفر و بر اساس برآوردهای سال ۲۰۰۹ میلادی ۱۲٬۷۵۳ نفر می‌باشد.